# U Dvou koček
Staroměstský podnik U Dvou koček patří k nejdéle fungujícím restauračním zařízením v Praze. Nachází se v památkově chráněném domě na Uhelném trhu čp. 415. Stoly místního hostince a někdejší vinárny navštěvovalo mnoho osobností českého kulturního života. Ve výtvarném ateliéru v podkroví domu pracovalo několik slavných malířů, zejména Otakar Nejedlý a Ota Janeček.

## Vinárna a hostinec
Dům byl označován historickými názvy U Ruky, Kropáčovský či U Trnky, také Malý Platýz, samotné označení U Dvou koček je historicky mladšího data, objevuje se až po rekonstrukci objektu v roce 1941.
Již v 18. století zde byla šenkovna, od první poloviny devatenáctého století tu fungovala Fischerova, později Jelínkova vinárna, od roku 1906 až do druhé světové války zde podnikal chorvatský vinař Mato Dragičević a jeho příbuzní.
V roce 1942 se zde s jedním ze svých spolupracovníků sešli Jozef Gabčík a Jan Kubiš při plánování atentátu na R. Heydricha.
Po válce se podnik již pod názvem U Dvou koček stal pivnicí s plzeňským pivem. Podnik pro sto dvacet hostů byl zařazen do tzv. druhé cenové skupiny. Mezi častými hosty restaurace nechyběly osobnosti jako Bohumil Hrabal, Jan Koblasa, Jiří Balcar, Alois Moravec, herci Luděk Munzar, Jan Kanyza, Juraj Kukura či Martin Huba. Během pražské návštěvy se zde v roce 1965 zastavil Allen Ginsberg.
Na počátku 80. let se v pivnici natáčela jedna ze scén filmové komedie Zdeňka Svěráka a Ladislava Smoljaka nazvaná Vrchní, prchni. Od roku 2010 začal v prostorách hostince fungovat i malý pivovar nabízející ležák značky Kočka.

## Ateliér
Dům má uprostřed střechy věž, v níž mělo ve 20. století ateliér několik známých výtvarníků. O jeho pronájmu uvažoval již malíř Jan Trampota, který jej však přenechal krajináři Otakaru Nejedlému. Po něm zde pokračoval jeho žák Milan Halaška, jenž se později specializoval na textilní techniky. Po jeho emigraci tu v 70. a 80. letech tvořil malíř a ilustrátor Ota Janeček. Čtvrtým nájemcem, který sem svůj ateliér přenesl v 90. letech, je Jan Brabenec.